# Platyporus
Platyporus is een geslacht van wantsen uit de familie blindwantsen. Het geslacht werd voor het eerst wetenschappelijk beschreven door Odo Reuter in 1890.

## Soorten
Het genus is monotypisch en bevat alleen de volgende soort:

- Platyporus dorsalis Reuter, 1890